# Будівля Народних зборів Болгарії
Будівля Народних зборів Болгарії (болг. Сграда на Народното събрание)  — громадська будівля адміністративного призначення в котрій розташовуються робочі приміщення Народних зборів Болгарії. Вона міститься на площі  Народних зборів  (Парламентській площі), будинок 2 у Софії. Проект споруди розробив у 1884 році сербський архітектор болгарського походження Константин Йованович. 
Дизайн споруди виконано у стилі неоренесанс. Будівництво тривало у 1885 — 1886 роках, дві прибудови зроблено відповідно у 1896-1899 та у 1925-1928 роках з північного боку за проектами Йордана Міланова та Пенчо Койчева.